# ویکی بولت
ویکی بولت (انگلیسی: Vicky Bullett؛ زادهٔ ۴ اکتبر ۱۹۶۷) بازیکن بسکتبال اهل ایالات متحده آمریکا است.
وی در مسابقات کشوری و بین‌المللی در مجموع برندهٔ ۲ مدال طلا، ۱ مدال برنز شده‌است.